# Фрутдейл (Каліфорнія)
Фру́тдейл (англ. Fruitdale) — переписна місцевість (CDP) в окрузі Санта-Клара, штат Каліфорнія, США. Населення — 989 осіб (2020).

## Географія
Фрутдейл розташований за координатами 37°18′43″ пн. ш. 121°56′8″ зх. д. / 37.31194° пн. ш. 121.93556° зх. д. (37.311908, -121.935649). За даними Бюро перепису населення США в 2010 році переписна місцевість мала площу 0,70 км², уся площа — суходіл.

## Демографія
Згідно з переписом 2010 року, у переписній місцевості мешкало 935 осіб у 361 домогосподарстві у складі 199 родин. Густота населення становила 1342 особи/км². Було 379 помешкань (544/км²).
Расовий склад населення:
| - 67,7 % — білих - 11,8 % — азіатів - 3,3 % — чорних або афроамериканців - 1,2 % — корінних американців - 0,4 % — вихідців з тихоокеанських островів - 9,4 % — осіб інших рас |

До двох чи більше рас належало 6,2 %. Частка іспаномовних становила 26,1 % від усіх жителів.
За віковим діапазоном населення розподілялося таким чином: 18,3 % — особи молодші 18 років, 72,3 % — особи у віці 18—64 років, 9,4 % — особи у віці 65 років та старші. Медіана віку мешканця становила 41,7 року. На 100 осіб жіночої статі в переписній місцевості припадало 100,2 чоловіків;  на 100 жінок у віці від 18 років та старших — 97,9 чоловіків також старших 18 років.
Середній дохід на одне домашнє господарство  становив 109 711 долар США (медіана — 77 583), а середній дохід на одну сім'ю — 161 869 доларів (медіана — 141 667). За межею бідності перебувало 6,6 % осіб, у тому числі 0,0 % дітей у віці до 18 років та 0,0 % осіб у віці 65 років та старших.
Цивільне працевлаштоване населення становило 523 особи. Основні галузі зайнятості: роздрібна торгівля — 17,6 %, мистецтво, розваги та відпочинок — 17,2 %, науковці, спеціалісти, менеджери — 14,7 %, виробництво — 12,4 %.